# NEW GAME!
《NEW GAME!》是得能正太郎以四格漫畫形式發表的日本漫畫作品。起初於芳文社雜誌《Manga Time Kirara Carat》2013年3月號至5月號短期連載，其後才從7月號開始長期連載化。於2021年10月號完結，單行本全13冊。動畫方面，於2016年7月至9月播出全12集電視動畫系列。2017年2月12日決定製作第2季，並於同年7月至9月播放全12集。兩季都由動畫工房負責製作。
截至2021年3月，單行本發行量已突破320萬冊。

## 故事
高中畢業後的主角涼風青葉在遊戲公司「飛鷹躍動」(イーグルジャンプ) 工作。在那裡，有她從小崇拜的角色設計師及其他前輩。除了會畫圖沒有任何製作遊戲經驗的青葉，每天都與3D工作奮戰著，同時透過前輩的協助努力磨練角色設計師的技藝。

## 登場人物

### 視覺設計團隊
涼風青葉（／ Suzukaze Aoba），聲：高田憂希
年齡：18歲 / 生日：2月2日 / 星座：水瓶座 / 血型：O型 / 身高：149cm / 職務：角色設計、角色建模。
出身地：東京都 / 特長：正面思考 / 棘手的事物：全部運動 / 喜歡的食物：仙貝、羊羹、漢堡排 / 討厭的食物：辣、苦、刺激的東西。
本作女主角。飛鷹躍動的新進員工。
小學時期非常喜歡一款名為《妖精故事》的遊戲，同時也非常憧憬擔任該遊戲角色設計的八神光，夢想亦是成為角色設計師，高中畢業後放棄了美術大學的錄取資格，選擇就職製作該遊戲的公司「飛鷹躍動」。進公司後被分配在光的小組成為了她的部下，兩人關係也猶如師徒般。
性格認真、社交能力高，能和同事、上司毫無隔閡的相處。即使毫無3D經驗，也會積極的學習。將來備受前輩的期待，在第二季成為《PECO》的主角色設計師，但也有少根筋的一面。
身材嬌小，雙馬尾髮型又有著娃娃臉，經常被誤認成小孩子。穿著職場套裝，因穿法錯誤讓光誤以為是學生制服。
動畫第二季12話說出對八神光的感受。
八神光（／ Yagami Kō），聲：日笠陽子
年齡：25歲 / 生日：8月2日 / 星座：獅子座 / 血型：A型 / 身高：164cm / 職務：角色設計、美術指導。
出身地：東京都 / 特長：隨時隨地都能睡著 / 棘手的事物：人群、吵雜場所 / 喜歡的食物：倫做的料理。
青葉的上司，與倫同期。青葉夢想就職遊戲公司的契機，也是青葉憧憬的角色設計師。故事初期擔任角色組組長。
期待青葉能超越她這道壁障，不要只是將工作止步於一般的及格線，對青葉嚴厲但事實上也非常溫柔。性格看似粗心健忘，但對工作抱有相當大的熱情，一個人也身兼數職，也喜歡住在公司加班。平時喜歡隨興的打扮，晚上在公司過夜時，以清爽為由習慣脫掉裙子，和青葉初次見面時也只穿著一件內褲。需要在媒體雜誌曝光時，總會展露出和平時完全不同的女人味。
故事開始7年前，與青葉相同高中畢業後便進入了飛鷹躍動，進公司隔月就在《妖精故事》的角色設計競賽中拔得頭籌。當時是個不善言談且全身帶刺的人，由於態度不佳時常與前輩產生摩擦。在擔任重要職務時，對周圍的人們非常嚴厲，當時的新員工也為此離職，因此有時會陷入自我厭惡的狀態。在成為青葉上司之際，亦努力想成為一個好前輩。
由于在PECO的制作中见证到青叶的成长，觉得自己也需要有所进步，所以之后離開日本公司到法國工作进修。
回國後與倫同居並互通心意，最終卷宣告兩人已結婚。
遠山倫（／ Tōyama Rin），聲：茅野愛衣
年齡：25歲 / 生日：12月3日 / 星座：射手座 / 血型：B型 / 身高：158cm / 職務：美术指导兼背景組組長→製作人。
出身地：愛知縣名古屋市 / 特長：數學、與他人交流 / 棘手的事物：輕微路癡 / 喜歡的食物：義大利麵。
與光同期。在第一次領薪資時亦與光一起去旅行，假日也會去光家裡做晚餐，兩人關係相當親密。希望能與光一直保持現在的關係，另外被葉月調侃絕對無法忍受光與其他男性員工有親密的關係，為此兩人分配在只有女性的團隊。因光過於遲鈍，導致兩人關係長年毫無更進一步的發展。
性格溫和，在《妖精故事3》製作時期首次擔任AD，儘管感到非常辛苦，仍盡力領導有著形形色色成員的視覺設計團隊。工作排程管理能力高，周圍也都給予高評價，時常與工作遇到瓶頸的青葉、光談心。喝了酒以後會變得很蠻橫。
與回國後的光同居並互通心意，最終卷宣告兩人已結婚。
瀧本日富美（／ Takimoto Hifumi），聲：山口愛
生日：1月23日 / 星座：水瓶座 / 血型：AB型 / 身高：162cm / 職務：角色建模。
出身地：新潟縣 / 特長：快速打訊息 / 棘手的事物：人 / 喜歡的食物：米、日本酒。
坐在青葉斜後方的同事。立場上為初和結音的前輩，自身也有一定的實力。不擅長與他人交談，同時也會露出非常僵硬的表情，在與他人談話時都以寄訊息為主，其訊息口調非常隨和爽朗，且使用大量的顏文字。
實際年齡不明，但比光和倫年齡小，大約在《妖精故事2》開發時期加入，亦實際見過光當時受挫折的樣子。與光、倫都以對等身份相處，光也暱稱日富美為。
飼養了一隻名為「宗次郎」（そうじろう）的刺蝟，也因此覺得青葉和小動物非常相似，對其有著莫名的親近感。因長期與青葉相處，漸漸的會展露出柔和的笑容，亦努力克服內向的性格。
第3冊第38話接任角色組組長的職務，因無法對他人嚴厲，為了克服此缺點正努力奮鬥著。
沒有和異性交往過的經驗，且抱有男性在就無法放鬆的先入為主觀念。興趣是Cosplay，但極度害怕讓公司的熟人看見自己Cosplay的樣子。
篠田初（／ Shinoda Hajime），聲：戶田惠
年齡：21歲 / 生日：1月1日 / 星座：魔羯座 / 血型：O型 / 身高：167cm / 職務：動作設計。
出身地：德島縣 / 特長：全部運動 / 棘手的事物：小說 / 喜歡的食物：肉、速食。
坐在青葉後方的同事，與結音同期。外貌有些男孩子氣也穿著中性服裝。主要人物中唯一一個動作組。因動作組沒有多餘的座位，故與青葉等人的角色組同座位。喜歡做讓角色動起來的工作，對企劃工作也抱有強烈的興趣，不擅長設計角色。
因興趣和資料用途，在辦公桌上擺滿了模型和模造劍作為裝飾，薪水也大多花費於此。容易得意忘形，因青葉是第一個後輩，總是想在她面前展現好的一面，卻都以失敗收場。
學生時期是個隱性御宅族，留著長髮且會模仿朋友的時尚流行來做打扮。
在第二季開始由《PECO》開始踏入企劃工作的一部份。
飯島結音（／ Ījima Yun），聲：竹尾步美
年齡：21歲 / 生日：12月6日 / 星座：射手座 / 血型：A型 / 身高：151cm / 職務：角色建模。
出身地：三重縣 / 特長：裁縫、全部家事 / 棘手的事物：運動、游泳 / 喜歡的食物：拉麵 / 討厭的食物：納豆。
坐在青葉旁邊的同事，與初同期。性格穩重，說著關西腔。原作第一人稱為，動畫則為。喜歡穿著蘿莉塔風格的服裝，在自家則穿著疑似學生時期的運動服，和家人移居東京前是個穿著相當土氣的人，故以移居東京為契機開始拼命的打扮。是個很會照顧雙胞胎弟妹的好姊姊。
經常與同桌的青葉、日富美、初在休息時間一起喝茶。青葉曾表示結音等人不像年長者，本人則反駁是為了讓青葉能和自己輕鬆相處才故裝孩子氣的。
喜歡描繪怪物和動物，倫對其也有著高評價，但對於自己毫無目標就進入公司的這件事感到非常迷茫，有時會冷淡看著努力朝目標前進的青葉和初，同時也覺得兩人非常耀眼。

### 其他員工
櫻寧寧（／ Sakura Nene），聲：朝日奈丸佳
生日：5月5日 / 星座：金牛座 / 血型：B型 / 身高：144cm / 職務：除錯→程式設計（候補）。
出身地：東京都 / 特長：有精神 / 棘手的事物：早起 / 喜歡的食物：可樂、洋芋片、甜食。
青葉的青梅竹馬。大學生。與青葉不同志向分別後，仍會以電話聊天。身材嬌小經常被誤認成國中生。喜愛看兒童節目，其中特別喜愛動畫《魔法少女 月光戰隊》。高中時期陪同青葉一起加入了美術社，但自身對繪畫並不感興趣。
在暑假參加了《妖精故事3》的除錯團隊，並在海子底下工作，由於欠缺專業意識總是惹怒海子，之後除錯工作交給了專門的公司，因此失去了與飛鷹躍動的連接點，但私下也繼續與海子聯絡，亦接受了海子的建議，決定以遊戲程式設計師為目標。在第4冊其能力獲得海子的認同，為兼顧學業暫與飛鷹躍動簽了三個月的約聘打工。
阿波根海子（／ Ahagō Umiko），聲：森永千才
生日：7月20日 / 星座：巨蟹座 / 血型：AB型 / 身高：162cm / 職務：程式設計。
出身地：沖繩縣 / 特長：射擊 / 棘手的事物：蜈蚣類的蟲子 / 喜歡的食物：咖哩、辣的東西。
有著小麥色肌膚。討厭他人用姓稱呼自己，總是對周圍的人強調要以「海子」來稱呼。是從其他公司跳槽而來，甚至比日富美晚進公司，但總是能對身為自己上司的葉月毫無保留的發表意見。做事嚴謹，對於他人工作上的失誤總會辛辣的斥責，但本性是非常善良的，故對自己帶刺的態度會感到失落並且反省。
生存遊戲和FPS遊戲狂熱者，一談到此話題就會沒完沒了。辦公桌上擺滿了模型槍作為裝飾，有時只要他人惹怒自己就會將槍口對準當事人射擊。
葉月雫（／ Haduki Shizuku），聲：喜多村英梨
生日：5月22日 / 星座：雙子座 / 血型：AB型 / 身高：161cm / 職務：導演、企劃。
出身地：東京都 / 特長：記住可愛女孩子的資料 / 喜歡的食物：巧克力 / 討厭的食物：熱的東西。
擔任《妖精故事》系列的導演、企劃，亦負責率領所有製作人員。喜歡可愛的女孩子，其麾下的成員也固定為女性，被青葉認為是個奇怪的人。經常以「這是為了讓遊戲變得更有趣」的輕率理由，進而大幅更改遊戲內容規格，故常常惹怒海子。
有著波浪捲髮，戴著眼鏡身上圍著披肩。飼養了一隻名為「水雲」的貓。
水雲（ Mozuku），聲：喜多村英梨
葉月飼養的胖貓。在動畫版第1話與葉月一同登場，每天都會跟著葉月到公司，有時也會向青葉撒嬌。動畫版播放不久後也在原作裡登場，因大和與青葉、光關係緊張，葉月亦安排水雲擔任「調解」角色。
大和·克莉絲汀娜·和子（／ Yamato Kurisutīna Wako，Christina Wako Yamato），聲：名塚佳織
生日：10月1日 / 星座：天秤座 / 血型：A型 / 身高：171cm / 職務：製作人（發行商員工）。
出身地：法國 / 特長：事物的記憶力、日語 / 棘手的事物：與人肢體接觸 / 喜歡的食物：和食。
出資公司芳文堂的製作人，也是結音所說的團隊最偉大的人。
穿著黑色套裝。法國日本的混血兒，有家人住在法國。葉月都以中間名稱呼其，在和葉月交談時，會有較為親密的語氣。
因芳文堂的商業理由，要求較有名氣的光來繪製新作《PECO》的宣傳視覺圖，而不是選擇擔任該遊戲角色設計的青葉，故無法改變上層無理決定的大和，為此對自己的能力不足感到難過，與葉月兩人一同喝酒時，也因此大哭了一場。
小花（／ Hanachan）
飛鷹躍動的員工。第5冊外傳〈THE SPINOFF!〉中，擔任青葉的面試員，第1冊第2話青葉進公司後在各個團隊打招呼時登場。對青葉有一定的評價，但因青葉未成年有些危險故不打算錄取她，最後將青葉讓給了葉月的團隊。
性別不明，對男性感興趣，有男性的喉結、體格，但舉止口調非常女性化。與葉月相反喜歡可愛的男孩子，其麾下的成員也固定為男性，因與葉月利害一致，彼此會交換分配新進員工。
于76话正式在漫画本篇登场，此时已成为飞鹰跃动的社长。

### 研修生
望月紅葉（／ Mochizuki Momiji），聲：鈴木亞理沙
年齡：19歲 / 生日：1月17日 / 星座：魔羯座 / 血型：B型 / 身高：160cm / 職務：視覺設計（志願）。
出身地：北海道 / 特長：照顧牛和擠牛奶 / 棘手的事物：與人交談 / 喜歡的食物：米、肉、蔬菜 / 討厭的食物：甜食。
飛鷹躍動研修生，昵称“桃子”（もも）。與青葉相同憧憬光，並以角色設計師為目標。覺得青葉的設計風格看似有點笨但卻是好設計，故對與自己同年齡且是角色設計的青葉抱有競爭意識。不擅長交談，且記不住他人的名字（比如曾把凉风青叶称作“凉宫青叶”）。不喜歡喝甜的紅茶。
老家是牧场。
鳴海燕（／ Narumi Tsubame），聲：大和田仁美
年齡：20歲 / 生日：5月16日 / 星座：金牛座 / 血型：AB型 / 身高：164cm / 職務：程式設計（志願）。
出身地：北海道 / 特長：全部家事、接待 / 棘手的事物：需手巧的細緻的作業 / 喜歡的食物：中華料理。
紅葉的青梅竹馬，生日早於青葉和紅葉，但三人為同學年。與紅葉都以暱稱互稱，從以前就想和紅葉一起製作遊戲，其實力也足以當上正職員工，為了與紅葉製作遊戲便以飛鷹躍動研修生的身份進公司。
老家是旅馆，母亲希望其继承家业，但本人并不希望如此，所以十分努力工作而争取到在飛鷹躍動正式工作的机会。

### 其他
星川螢（／ Hoshikawa Hotaru），聲：石見舞菜香
生日：7月7日 / 星座：巨蟹座 / 血型：O型 / 身高：157cm。
出身地：東京都 / 特長：美術 / 棘手的事物：運動 / 喜歡的食物：蔬菜類 / 討厭的食物：肉和多油脂食物。
青葉和寧寧的好友。在高中時期，青葉曾考慮與其一同就讀芳文美術大學。目前在法國的美術大學留學。
身體虛弱，高中時期的體育課經常請假休息，儘管不擅長運動仍會快樂的學習。夢想是成為插畫家，在結識青葉前為了考上理想的美大學，亦獨自鑽研美術。美術能力高於青葉，在高中時期有在網路發佈插圖的習慣，也接過輕小說插畫的工作。當自己努力的成果被他人當成是有才能的關係時，會感到相當生氣。有時會下意識說出雙關語冷笑話，自己講完後也會笑個不停。
本篇第3冊初登場，在描寫青葉高中時期的第5冊外傳〈THE SPINOFF!〉中，擔任美術社社長亦與青葉、寧寧共同努力著，同時也是鼓勵青葉追尋夢想的人。
日高千夏（／ Hidaka Chinatsu）
青葉、寧寧、螢在高中時期美術社的顧問老師，在描寫青葉高中時期的第5冊外傳〈THE SPINOFF!〉裡擔任主要人物。當時擔任螢3年3班的班導，是在螢2年級時剛上任的新老師，亦接任了快廢社的美術社顧問。
其教導方式是把學生當成朋友，美術社基本上也採放任制，故曾被螢催促要有老師的樣子來教導學生。自認為還有著跟學生一樣的年輕容貌和身材，但學生們則是尷尬得不知作何反應。在學生時期做任何事都得心應手，但在美術大學遇到了挫折，最終選擇成為老師，曾表示自己繪畫不好。
對於自己的人生道路也都積極正向面對，亦以自身高中畢業後的夢想、志向和經歷來開導寧寧。

### 劇中虛構人物

#### 妖精故事
耐特
遊戲《妖精故事3》的主角（玩家角色），裝備雙刃劍和板甲。秉持著和平主義。
可憐
遊戲《妖精故事3》的女主角。側馬尾髮型。劇中有店員Cosplay該角色。
柯納
遊戲《妖精故事3》的最終Boss。主角的好友，但兩人秉持著不同的信念，劇情途中也墮入黑暗。在遊戲發售的當天早上，就有破關玩家劇透最終會成耐特的敵人，和主角、女主角並列為重要角色，也有該角色的店鋪限定版特典。寧寧相當中意這個角色。
蘇菲亞
遊戲《妖精故事3》的重要NPC。剛進入馬戲團的新人少女，以青葉為原型的NPC，在帶領主角一行人去迷宮的途中，遭盜賊團襲擊，即使在耐特的保護下也無法躲過死亡的命運。髮型和性格都和青葉非常的相似，這也是青葉初次自己設計和建模的角色，同樣由青葉來命名。在該作品中是青葉擔任設計裡唯一一個不是村民的NPC角色，亦是其渾身解數設計成的。在β版的前一天，寧寧發現蘇菲亞本應被殺害的場面，主角可以無限連擊盜賊團，讓蘇菲亞存活的Bug。在電玩展的展示會上也有蘇菲亞登場，該角色也相當有人氣。

#### PECO
貝可
遊戲《PECO》的主角（玩家角色）。頭上戴著大蝴蝶結的現代少女。墜入了充滿玩偶怪物的異世界裡，以生還離開且解開這個世界的謎底為目標。將玩偶怪物打倒並裝備在身上，為此方便隱身在玩偶怪物群中，也能從玩偶怪物中獲得各種特殊能力。
因青葉的設計，而決定以吸收怪物能力為主要設定，最後以青葉設計的原型加上光的建議與修正才真正完成，也是兩人跨越競爭的設計。穿著玩偶裝的少女的設計理念，是源自於青葉睡在公司時所使用的熊型睡袋。
女王
遊戲《PECO》的最終Boss。與貝可相同出身於歐洲的女性，製作了異世界並將自己關進其中，玩偶怪物便作為其手下。起初青葉誤以為是設定成喜歡欺壓人且非常恐怖的中年女性，與葉月商談過便改為是個臥病在床的孤獨少女。此角色設計青葉花了三天才設計出來，並由結音擔任角色建模。

#### 其他
療癒戰隊 / 信號戰隊Signal Three（聲：濱野大輝）
初沉迷的戰隊英雄。動畫版劇名與原作不同，但同樣都是戴著寫有「赤」、「青」字樣的面具。在動畫版中，初在辦公桌的一角擺放該面具作為裝飾。
魔法少女 月光戰隊（Moon Ranger，聲：山村響）
寧寧、初、日富美、結音的弟妹沉迷的兒童向動畫。青葉曾受寧寧的邀約一起看了電影版，亦給了「感動」的評價。雖然是兒童向動畫，但也有很多大人粉絲，其中女主角聲優所演唱的劇中曲也相當有人氣。該動畫女主角聲優也出演過《妖精故事3》，亦出席了慶功宴。女主角的絕招是比出心型的手勢並喊出「百萬粒子鎮魂曲發射！」來進行攻擊。
丹迪馬克斯（聲：三宅健太）
動畫版登場。初的辦公桌上擺放著該角色的模型，是個穿著大衣頭上纏著繃帶的壯年男子。動畫第9話電影的登場人物，初、結音、寧寧都相當沉迷，青葉在小時候也看過一次並留下深刻的印象。

## 舞台
飛鷹躍動股份有限公司
青葉等人任職的遊戲公司。位於東京都都市內。雖然登場人物多為女性，但公司也有男性員工。進出公司、出勤數都以ID卡記錄。
由於是個小公司，故不固定招募新員工。青葉進公司那年也只錄取她一位。
原作無詳細描寫公司具體位置，動畫版則顯示青葉於阿佐谷車站（東京都杉並區）下車通過南口到公司。

## 出版書籍
《NEW GAME!》是由得能正太郎創作的日本四格漫畫作品，于2013年3月號至5月號連載於芳文社雜誌《Manga Time Kirara Carat》，7月號開始連載至2021年10月號。第13冊單行本於2021年9月27日發售，為《Manga Time KR Comics》叢書。台灣由東立出版社出版。漫畫選集於2016年8月27日至2017年8月26日發售。

### 單行本
| 冊數 | 芳文社         | 芳文社                 | 東立出版社     | 東立出版社             |
| 冊數 | 發售日期       | ISBN                   | 發售日期       | ISBN                   |
| ---- | -------------- | ---------------------- | -------------- | ---------------------- |
| 1    | 2014年2月27日  | ISBN 978-4-8322-4414-6 | 2015年10月16日 | ISBN 978-986-431-837-7 |
| 2    | 2015年3月27日  | ISBN 978-4-8322-4546-4 | 2016年8月26日  | ISBN 978-986-431-838-4 |
| 3    | 2016年1月27日  | ISBN 978-4-8322-4656-0 | 2017年3月30日  | ISBN 978-986-462-913-8 |
| 4    | 2016年7月27日  | ISBN 978-4-8322-4720-8 | 2017年5月2日   | ISBN 978-986-470-692-1 |
| 5    | 2016年7月27日  | ISBN 978-4-8322-4721-5 | 2017年12月18日 | ISBN 978-986-470-900-7 |
| 6    | 2017年6月27日  | ISBN 978-4-8322-4847-2 | 2018年5月11日  | ISBN 978-986-486-521-5 |
| 7    | 2018年3月27日  | ISBN 978-4-8322-4929-5 | 2019年2月26日  | ISBN 978-957-26-1006-0 |
| 8    | 2018年10月25日 | ISBN 978-4-8322-4986-8 | 2019年8月9日   | ISBN 978-957-26-2141-7 |
| 9    | 2019年6月27日  | ISBN 978-4-8322-7101-2 | 2020年9月28日  | ISBN 978-957-26-4220-7 |
| 10   | 2020年1月27日  | ISBN 978-4-8322-7153-1 | 2021年3月4日   | ISBN 978-957-26-4851-3 |
| 11   | 2020年8月27日  | ISBN 978-4-8322-7209-5 | 2022年1月6日   | ISBN 978-957-26-5727-0 |
| 12   | 2021年3月26日  | ISBN 978-4-8322-7262-0 | 2022年7月29日  | ISBN 978-957-26-6787-3 |
| 13   | 2021年9月27日  | ISBN 978-4-8322-7306-1 | 2024年3月8日   | ISBN 978-957-26-8017-9 |

### 相關書籍
漫畫選集
| 冊數 | 芳文社        | 芳文社                 |
| 冊數 | 發售日期      | ISBN                   |
| ---- | ------------- | ---------------------- |
| 1    | 2016年8月27日 | ISBN 978-4-8322-4740-6 |
| 2    | 2017年7月27日 | ISBN 978-4-8322-4859-5 |
| 3    | 2017年8月26日 | ISBN 978-4-8322-4867-0 |

畫冊
| 副標題        | 芳文社        | 芳文社                 | 東立出版社    | 東立出版社             |
| 副標題        | 發售日期      | ISBN                   | 發售日期      | ISBN                   |
| ------------- | ------------- | ---------------------- | ------------- | ---------------------- |
| FAIRIES STORY | 2016年9月27日 | ISBN 978-4-8322-4752-9 | 2017年5月12日 | ISBN 978-986-486-088-3 |
| NEXT GAME!!   | 2021年9月27日 | ISBN 978-4-8322-7312-2 |               |                        |

電視動畫官方導讀
| 冊數 | 副標題      | 芳文社         | 芳文社                 |
| 冊數 | 副標題      | 發售日期       | ISBN                   |
| ---- | ----------- | -------------- | ---------------------- |
| 1    | 完全攻略本  | 2016年12月27日 | ISBN 978-4-8322-4790-1 |
| 2    | 完全攻略本Ⅱ | 2017年12月27日 | ISBN 978-4-8322-4907-3 |

## 電視動畫
2015年10月發售的《Manga Time Kirara Carat》12月號雜誌上發表電視動畫化消息，由動畫工房製作。
第1季《NEW GAME!》於2016年7月開始播放，全13話。
2017年2月12日發表第2季製作決定消息，第2季《NEW GAME!!》在同年6月29日于Abema TV先行播放第1话與特別節目，并于同年7月開始播放。

### 製作人員
- 原作：得能正太郎（芳文社「Manga Time Kirara Carat」連載）
- 导演：藤原佳幸
- 副导演：竹下良平（第1季）
- 系列构成：志茂文彦
- 人物设计：菊池愛
- 道具设计：中岛绘理、松本惠（第2季）
- 美術監督、美術設定：鈴木俊輔
- 色彩設計：、伊藤裕香（第2季）
- 摄影導演：桒野貴文
- 剪輯：平木大輔
- 音響監督：土屋雅紀（日语：土屋雅紀）
- 音响效果：小山恭正（日语：小山恭正）
- 音响制作：delfi Sound
- 音乐：百石元（日语：百石元）
- 音樂製作人：若林豪
- 音乐制作：KADOKAWA
- 製作人：田中翔、小林宏之、鎌田肇、礒谷德知、新井惠介、木村真二郎、松澤博、渡邊章仁
- 製作統籌：鎌田肇
- 动画制作：動画工房

- 製作：
  - 第1季：NEW GAME!製作委員会（KADOKAWA、芳文社、Movic、動畫工房、AT-X、Sony Music Communications、MAGES.、Frontier Works、LAWSON）
  - 第2季：NEW GAME!!製作委員會

### 主題曲
| 第1季 片頭曲 「」（第1話－第10話、第12話） 作詞：kocho 作曲、編曲：奥井康介 主唱：fourfolium（涼風青葉（高田憂希）、瀧本日富美（山口愛）、篠田初（戶田惠）、飯島結音（竹尾步美）） 「」（第11話） 作詞： 作曲：加藤賢二 主唱：en 片尾曲 「Now Loading!!!!」 作詞：烏屋茶房 作曲：和田武明 編曲： 主唱：fourfolium（涼風青葉（高田憂希）、瀧本日富美（山口愛）、篠田初（戶田惠）、飯島結音（竹尾步美）） 第3話未使用。 插曲 「CONTINUED…?」（第3話） 作詞、作曲、編曲：Hige Driver 主唱：涼風青葉（高田憂希） 第2季 片頭曲 「STEP by STEP UP↑↑↑↑」 作詞：烏屋茶房、篠崎絢人 作曲：篠崎絢人、Hige Driver 編曲：篠崎絢人 主唱：fourfolium（涼風青葉（高田憂希）、瀧本日富美（山口愛）、篠田初（戶田惠）、飯島結音（竹尾步美）） 第1話作為片尾曲使用。 片尾曲 「JUMPin' JUMP UP!!!!」（第2話－第6話） 作詞：烏屋茶房 作曲、編曲：eba 主唱：fourfolium（涼風青葉（高田憂希）、瀧本日富美（山口愛）、篠田初（戶田惠）、飯島結音（竹尾步美）） 第1話未使用。 「」（第7話－第12話） 作詞：kocho 作曲、編曲：奥井康介 主唱：fourfolium（涼風青葉（高田憂希）、瀧本日富美（山口愛）、篠田初（戶田惠）、飯島結音（竹尾步美）） |

### 各話列表
| 話數           | 日文標題 | 中文標題                               | 劇本       | 分鏡              | 演出              | 作畫監督                                                                               | 總作畫監督                 | 原作話數                   |
| 第1季          | 第1季    | 第1季                                  | 第1季      | 第1季             | 第1季             | 第1季                                                                                  | 第1季                      | 第1季                      |
| -------------- | -------- | -------------------------------------- | ---------- | ----------------- | ----------------- | -------------------------------------------------------------------------------------- | -------------------------- | -------------------------- |
| 第1話          |          | 感覺好像真的進了這間公司呢！           | 志茂文彥   | 藤原佳幸          | 藤原佳幸          | 山野雅明                                                                               | 菊池愛                     | 1、2、3                    |
| 第2話          |          | 這就是大人的飲酒會……                   | 志茂文彥   | 竹下良平          | 竹下良平          | 海保仁美、高柳久美子 藤原奈津子                                                        | 菊永千里                   | 5、10                      |
| 第3話          |          | 遲到的話會怎麼樣呢                     | 藤原佳幸   | 博多正壽          | 原口浩            | 久保茉莉子、武藤幹 中川洋未、                                                          | 岡勇一                     | 4、7                       |
| 第4話          |          | 第一份薪水…！                          | 永井真吾   | 上坪亮樹          | 上坪亮樹          | 山野雅明、市原圭子 三島千枝                                                            | 岡勇一                     | 8、9                       |
| 第5話          |          | 要住這麼久嗎？                         | 藤原佳幸   | 原口浩            | 寒川步            | 山中泉、 岡本惠里香、和田清美                                                          | 菊池愛                     | 6、13、14                  |
| 第6話          |          | 中止……發售？                           | 山田由香   | 竹下良平          | 竹下良平          | 中川洋未、藤原奈津子 岡郁美、 本多美雪、池田廣明 冨田泰弘                              |                            | 11、12 番外篇              |
| 第7話          |          | 請好好教育新人                         | 志茂文彥   | 佐藤真二          | 原口浩            | 渡邉祐記、久保茉莉子 中野裕紀                                                          | 岡勇一                     | 15、16                     |
| 第8話          |          | 放暑假啦！！                           | 永井真吾   | 小澤一浩          | 野木森達哉        | 海保仁美、金璐浩 菅原美智代、吉村惠                                                    | 菊永千里                   | 17、18                     |
| 第9話          |          | 不能上班嗎？                           | 得能正太郎 | 博多正壽          | 守田藝成          | 山野雅明、三島千枝 市原圭子、高柳久美子 立口德孝、藤原奈津子                           | 菊池愛 岡勇一              | 原創                       |
| 第10話         |          | 正職員工是為了把薪水壓低的 法律漏洞嗎… | 山田由香   | 上坪亮樹          | 上坪亮樹          | 仁井學、中野裕紀 藤原奈津子、山野雅明 中山洋未、岡郁美                                 | 菊池愛 岡勇一              | 19、21                     |
| 第11話         |          | 偷跑圖片昨天就出現在網路上了！         | 永井真吾   | 原口浩            | 原口浩            | 久保茉莉子、藤原奈津子 奥田陽介、板倉健 澤田謙治、中川洋未 高柳久美子、三島千枝        | 菊池愛 岡勇一              | 20、22、23                 |
| 第12話         |          | 一個夢想實現了呢！                     | 志茂文彥   | 藤原佳幸          | 藤原佳幸          | 菊池愛、岡勇一 、山野雅明 久保茉莉子、藤原奈津子 高柳久美子、中川洋未 武藤幹、渡邊祐記 | 不適用                     | 24、25 閃亮亮警察 24小時！ |
| 第13話 （OVA） |          | 因為我是第一次參加員工旅遊…            | 山田由香   | 平牧大輔          | 平牧大輔          | 久保茉莉子、山野雅明 、橋口隼人                                                        | 菊池愛                     | 28、29                     |
| 第2季          |          |                                        |            |                   |                   |                                                                                        |                            |                            |
| 第1話          |          | 被看到丟臉的樣子了……                   | 志茂文彥   | 木村泰大          | 木村泰大          | 久保茉莉子、山崎淳                                                                     | 菊池愛                     | 26、27、32 43              |
| 第2話          |          | 這只是單純的Cosplay啊！                | 藤原佳幸   | 島津裕行          | 藤原佳幸          | 武藤幹、一之瀨結梨 北村晋哉、板倉健 海保仁美、山野雅明                                 | 木野下澄江                 | 30、31                     |
| 第3話          |          | ……嗚，好丟臉喔！                       | 永井真吾   | 藤原佳幸          | 山崎光惠          | 小倉寬之、三島千枝 上野卓志                                                            |                            | 33、37、42                 |
| 第4話          |          | 這個…遲鈍的傢伙！                      | 山田由香   | 島津裕行          | 藏本穗高          | 松井京介、小橋陽介 南伸一郎、服部益實 服部憲知、重松晋一 粟井重紀                      | 菊永千里                   | 38、45、46                 |
| 第5話          |          | 不要摸奇怪的地方！                     | 得能正太郎 | 小澤一浩          | 守田藝成          | 久保茉莉子、 板倉健、海保仁美 谷口元浩、山崎淳                                         | 菊池愛                     | 39、41、44                 |
| 第6話          |          | 啊……真厲害……                           | 志茂文彦   | 山崎光惠 野呂純惠 | 山崎光惠 野呂純惠 | 板倉健、三島千枝 山野雅明、武藤幹 山崎淳、齊藤大輔 渡邊舞、山崎輝彥 吉村惠、手島行人   | 木野下澄江 山野雅明        | 47、49、50                 |
| 第7話          |          | 感覺有股強烈的視線                     | 藤原佳幸   | 塚田夏央          | 津田義三          | 北島勇樹、福島豐明 古德真美、大森理惠                                                  |                            | 51、52、53                 |
| 第8話          |          | 我推薦女僕咖啡廳                       | 永井真吾   | 伊藤良太          | 伊藤良太          | 久保茉莉子、鈴木彩乃 板倉健、山野雅明 吉村惠、山崎輝彥 武藤幹、熊谷勝弘 藤原奈津子     | 菊池愛                     | 35、54、56                 |
| 第9話          |          | 至少穿件襯衫！                         | 永井真吾   | 山崎光惠 野呂純惠 | 野木森達哉        | 海保仁美、菅原美智代 上野沙彌佳、池添優子                                              | 菊永千里                   | 48、55、57                 |
| 第10話         |          | 真實感漸漸減少了                       | 山田由香   | 小澤一浩          |                   | 北島勇樹、壽夢龍 山崎輝彦                                                              | 木野下澄江 山野雅明 菊池愛 | 34、58、59                 |
| 第11話         |          | 內心是懷有什麼東西嗎                   | 山田由香   | 平牧大輔          | 平牧大輔          | 武藤幹、三島千枝 藤原奈津子                                                            | 山野雅明                   | 60、61、62                 |
| 第12話         |          | 請務必購買！                           | 志茂文彦   | 山崎光惠 藤原佳幸 | 藤原佳幸          | 板倉健、山崎淳 、木野下澄江 松井京介、三島千枝 武藤幹、菊永千里                        | 菊池愛                     | 63、64                     |

### 播放電視台
日本深夜動畫：下文記載的日本国内播放時間使用日本標準時間（UTC+9）表示。因為部分時間标识會採用30小时制，因此請留意这类超过24:00的时间，其實際播放時間為翌日清晨。
| 播放地區   | 播放電視台     | 播放日期               | 播放時間（UTC+9）         | 備註                             |
| 第1季      | 第1季          | 第1季                  | 第1季                     | 第1季                            |
| ---------- | -------------- | ---------------------- | ------------------------- | -------------------------------- |
| 日本全國   | AT-X           | 2016年7月4日－9月19日  | 星期一 22時30分－23時00分 | 製作委員會參加 / CS播放 / 有重播 |
| 東京都     | 東京都會電視台 | 2016年7月5日－9月20日  | 星期二 24時30分－25時00分 |                                  |
| 愛知縣     | 愛知電視台     | 2016年7月5日－9月20日  | 星期二 25時35分－26時05分 |                                  |
| 近畿廣域圈 | 每日放送       | 2016年7月5日－9月20日  | 星期二 26時30分－27時00分 | 『動畫特區』第1部                |
| 日本全國   | 日本BS放送     | 2016年7月6日－9月21日  | 星期三 24時00分－24時30分 | BS播放 /『ANIME+』節目           |
| 第2季      |                |                        |                           |                                  |
| 日本全國   | AT-X           | 2017年7月11日－9月26日 | 星期二 21時30分－22時00分 | CS播放 / 有重播                  |
| 東京都     | 東京都會電視台 | 2017年7月11日－9月26日 | 星期二 24時30分－25時00分 |                                  |
| 愛知縣     | 愛知電視台     | 2017年7月11日－9月26日 | 星期二 25時35分－26時05分 |                                  |
| 近畿廣域圈 | 每日放送       | 2017年7月11日－9月26日 | 星期二 26時30分－27時00分 | 『動畫特區』第1部                |
| 日本全國   | 日本BS放送     | 2017年7月12日－        | 星期三 24時00分－24時30分 | BS播放 /『ANIME+』節目           |

| 發佈 | 發佈日期               | 發佈時間                  | 備註               |
| 第1季 | 第1季                  | 第1季                     | 第1季              |
| --- | ---------------------- | ------------------------- | ------------------ |
| AbemaTV | 2016年7月6日－9月21日  | 星期三 23時00分－23時00分 | 有重播             |
| NICONICO直播 | 2016年7月8日－9月23日  | 星期五 24時00分－24時30分 |                    |
| NICONICO頻道 | 2016年7月13日－9月28日 | 星期三 24時30分 更新      | 最新話免費限定發佈 |
| GYAO!、Fuji Video On Demand、萬代頻道 樂天SHOWTIME、Amazon Video、Hulu U-NEXT、DMM.com、J:COM On Demand Hikari TV、Video Pass、Video Market PlayStation Store、HAPPY!動畫、MOVIE FULL+ | 2016年7月13日－9月28日 | 星期三 更新               |                    |

### 關聯商品

#### BD / DVD
| 卷數   | 發售日期       | 收錄話數       | 規格編號   | 規格編號   |
| 卷數   | 發售日期       | 收錄話數       | BD         | DVD        |
| 第1季  | 第1季          | 第1季          | 第1季      | 第1季      |
| ------ | -------------- | -------------- | ---------- | ---------- |
| Lv.1   | 2016年9月28日  | 第1話－第2話   | ZMXZ-10831 | ZMBZ-10841 |
| Lv.2   | 2016年10月26日 | 第3話－第4話   | ZMXZ-10832 | ZMBZ-10842 |
| Lv.3   | 2016年11月25日 | 第5話－第6話   | ZMXZ-10833 | ZMBZ-10843 |
| Lv.4   | 2016年12月21日 | 第7話－第8話   | ZMXZ-10834 | ZMBZ-10844 |
| Lv.5   | 2017年1月25日  | 第9話－第10話  | ZMXZ-10835 | ZMBZ-10845 |
| Lv.6   | 2017年2月24日  | 第11話－第12話 | ZMXZ-10836 | ZMBZ-10846 |
| 第2季  |                |                |            |            |
| Rank.1 | 2017年9月27日  | 第1話－第2話   | ZMXZ-11401 | ZMBZ-11411 |
| Rank.2 | 2017年10月25日 | 第3話－第4話   | ZMXZ-11402 | ZMXZ-11412 |
| Rank.3 | 2017年11月29日 | 第5話－第6話   | ZMXZ-11403 | ZMXZ-11413 |
| Rank.4 | 2017年12月22日 | 第7話－第8話   | ZMXZ-11404 | ZMXZ-11414 |
| Rank.5 | 2018年1月24日  | 第9話－第10話  | ZMXZ-11405 | ZMXZ-11415 |
| Rank.6 | 2018年2月23日  | 第11話－第12話 | ZMXZ-11406 | ZMXZ-11416 |

#### CD
| 發售日期       | 名稱                                                | 規格編號   |
| -------------- | --------------------------------------------------- | ---------- |
| 2016年6月22日  | 電視動畫「NEW GAME!」Drama CD 1                     | MFCZ-1070  |
| 2016年7月27日  |                                                     | ZMCZ-10785 |
| 2016年7月27日  | Now Loading!!!!                                     | ZMCZ-10786 |
| 2016年9月28日  | 電視動畫「NEW GAME!」Drama CD 2                     | MFCZ-1071  |
| 2016年11月25日 | 電視動畫「NEW GAME!」Drama CD 3                     | MFCZ-1072  |
| 2017年2月8日   | 迷你專輯「Now Singing♪♪♪♪」                         | ZMCZ-10927 |
| 2017年2月22日  | 廣播CD「RADIO NEW GAME! 光與倫的進度報告會」Vol.1   | HBKM-0121  |
| 2017年7月26日  | STEP by STEP UP↑↑↑↑                                 | ZMCZ-11295 |
| 2017年7月26日  | JUMPin' JUMP UP!!!!                                 | ZMCZ-11296 |
| 2017年8月23日  | 角色歌CD系列 VOCAL STAGE 1                          | ZMCZ-11301 |
| 2017年8月23日  | 角色歌CD系列 VOCAL STAGE 2                          | ZMCZ-11302 |
| 2017年8月30日  | 廣播CD「RADIO NEW GAME! 飛鷹躍動的進度報告會」Vol.2 | HBKM-0122  |
| 2017年9月27日  | 角色歌CD系列 VOCAL STAGE 3                          | ZMCZ-11303 |
| 2017年9月27日  | 角色歌CD系列 VOCAL STAGE 4                          | ZMCZ-11304 |
| 2017年10月25日 | Original Soundtrack EXTRA STAGE                     | ZMCZ-11624 |
| 2017年11月29日 | 電視動畫「NEW GAME!!」Drama CD 1                    | MFCZ-1090  |
| 2018年1月24日  | 迷你专辑“SINGin' SING UP♪♪♪♪”                       | ZMCZ-11849 |
| 2018年2月21日  | 電視動畫「NEW GAME!!」Drama CD 2                    | MFCZ-1091  |
| 2018年4月25日  | 電視動畫「NEW GAME!!」Drama CD 3                    | MFCZ-1092  |

### 網路廣播
網路廣播以《RADIO NEW GAME! 〜光與倫的進度報告會！〜》為標題，2016年7月5日起發佈於響 -HiBiKi Radio Station-。隔週星期二更新。主持人為日笠陽子（飾 八神光）、茅野愛衣（飾 遠山倫）。2017年4月18日起節目變更為《RADIO NEW GAME! 飛鷹躍動的進度報告會》，主持人由飛鷹躍動的前輩與後輩每月輪流擔任。

#### 光與倫的進度報告會
來賓
- 第11、12回：高田憂希（飾 涼風青葉）
- 第17、18回：喜多村英梨（飾 葉月雫）
- 第19、20回：戶田惠（飾 篠田初）

環節
- 一般來信：介紹聽眾對於作品或節目等來信感想環節。
- 本月競賽：根據每月發表的題目，在所有投稿作品中決定一個NO.1的環節。
- 倫什麼都知道！：效仿關係良好的光與倫，配合聽眾出題「這個時候會怎麼做？」，茅野須正確猜中日笠回答的環節。
- 和前輩聊聊吧！：效仿和後輩商量的光與倫，兩人須商量聽眾來信的環節。抽籤決定要以何種設定商量。

#### 飛鷹躍動的進度報告會
主持人
- 第21、22回：茅野愛衣（飾 遠山倫）、竹尾步美（飾 飯島結音）
- 第23、24回：喜多村英梨（飾 葉月雫）、山口愛（飾 瀧本日富美）
- 第25、26回：日笠陽子（飾 八神光）、高田憂希（飾 涼風青葉）

來賓
- 第21、22回：日笠陽子（飾 八神光）
- 第31回：鈴木亞理沙（飾 望月紅葉）、大和田仁美（飾 鳴海燕）

#### 廣播CD
- 廣播CD「RADIO NEW GAME! 光與倫的進度報告會」Vol.1 ：2017年2月22日發售。CD2片組。第1片收錄由高田憂希（飾 涼風青葉）、朝日奈丸佳（飾 櫻寧寧）新錄製的「小青與寧寧的進度報告會」，第2片收錄一般發佈回的第1回至第12回。

## 電子遊戲
以《NEW GAME! -THE CHALLENGE STAGE!-》為標題，由5pb.於2017年1月26日發行。機種為PlayStation 4、PlayStation Vita，類型為冒險遊戲。
主題曲
作詞：kocho，作曲、編曲：奧井康介
主唱：fourfolium（涼風青葉（高田憂希）、瀧本日富美（山口愛）、篠田初（戶田惠）、飯島結音（竹尾步美））
此游戏另有由GloriaWorks和Erotes Studio代理发行的繁体中文版，于2018年9月30日发售。

## 備註
註釋
1. ↑  第1话先行上映会分别在6月17日和7月7日举办[1][2]；第1话也在6月29日于网络电视频道AbemaTV先行播放[3]。
2. ↑  作者在漫画第3冊签售会曾与粉丝提及名字的漢字写法就是，而也是由的训读假名首音节组成。東立出版社则将其正式譯名为「日富美」。
3. ↑  演出助手

參考資料
1. ↑  . animate Times. 2017-05-22  [2017-07-06]. （原始内容存档于2017-07-23） （日语）.
2. ↑  . animate Times. 2017-05-22  [2017-06-19]. （原始内容存档于2018-08-29） （日语）.
3. 1 2  . Anime Recorder.   [2017年6月17日]. （原始内容存档于2018年7月15日） （日语）.
4. ↑  . ORICON NEWS. 2021-07-28  [2021-07-29]. （原始内容存档于2021-08-01） （日语）.
5. 1 2  . アニメイトタイムズ.   [2017年2月12日]. （原始内容存档于2017年2月12日） （日语）.
6. ↑  電視動畫“New Game!”官方 [@nganime].  (推文). 2017-02-12  [2017-02-12] –Twitter （日语）.
7. ↑  . ねとらぼ. 2021-03-27  [2021-03-30]. （原始内容存档于2021-07-28） （日语）.
8. 1 2 3 4 5 6 7 8 9 10 11 12 13  . 電視動畫「NEW GAME!」官方網站.   [2016-07-03]. （原始内容存档于2016-07-02） （日语）.
9. ↑  . 芳文社.   [2016-04-08]. （原始内容存档于2016-04-22） （日语）.
10. ↑  . 芳文社.   [2016-04-08]. （原始内容存档于2016-04-22） （日语）.
11. ↑  . 芳文社.   [2016-04-08]. （原始内容存档于2016-04-22） （日语）.
12. ↑  . 芳文社.   [2023-04-01]. （原始内容存档于2019-02-08） （日语）.
13. ↑  . 東立出版社.   [2023-04-01]. （原始内容存档于2018-01-31） （中文（臺灣））.
14. ↑  . 芳文社.   [2023-04-01]. （原始内容存档于2023-04-07） （日语）.
15. ↑  . 東立出版社.   [2017-07-27]. （原始内容存档于2017-05-13） （中文（臺灣））.
16. ↑  . Anime News Network. 2015-10-26  [2022-03-11]. （原始内容存档于2016-01-28） （英语）.
17. ↑  . Anime News Network. 2016年1月23日  [2016年1月31日]. （原始内容存档于2016年1月29日） （英语）.
18. 1 2  . 電視動畫「NEW GAME!」官方網站.   [2017-07-01]. （原始内容存档于2017-07-01） （日语）.
19. 1 2  . 電視動畫「NEW GAME!!」官方網站.   [2016-05-13]. （原始内容存档于2016-05-23） （日语）.
20. ↑  . 電視動畫「NEW GAME!!」官方網站.   [2017-07-01]. （原始内容存档于2016-03-27） （日语）.
21. ↑  . 電視動畫「NEW GAME!」官方網站.   [2017-07-14]. （原始内容存档于2017-07-18） （日语）.
22. ↑  . 電視動畫「NEW GAME!!」官方網站.   [2017-05-14]. （原始内容存档于2016-07-08） （日语）.
23. ↑  . 電視動畫「NEW GAME!」官方網站.   [2024-03-22]. （原始内容存档于2017-10-29） （日语）.
24. ↑  . 電視動畫「NEW GAME!!」官方網站.   [2024-03-22]. （原始内容存档于2020-09-19） （日语）.
25. ↑  . 響 - HiBiKi Radio Station. ブシロードミュージック.   [2016-06-14]. （原始内容存档于2016-08-04） （日语）.
26. ↑  . おた☆スケ.   [2017-04-06]. （原始内容存档于2017-04-06） （日语）.
27. ↑  . Fami通. 2016年7月21日  [2016年7月21日]. （原始内容存档于2016年7月21日） （日语）.